# Alophoixus
Alophoixus là một chi chim trong họ Pycnonotidae.

## Hình ảnh

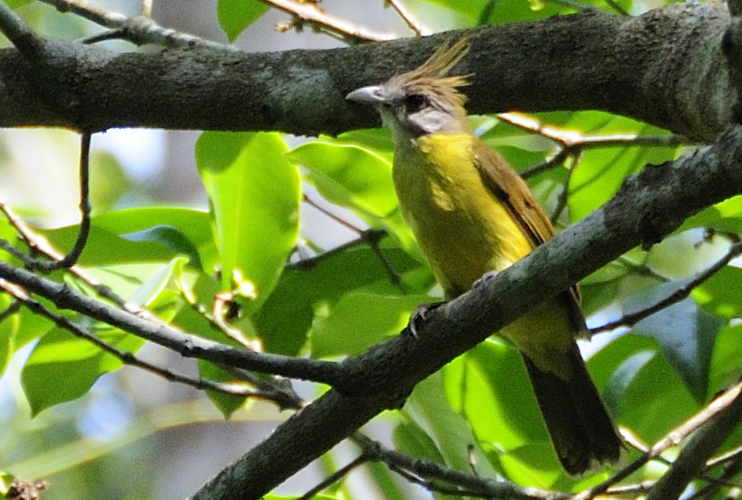
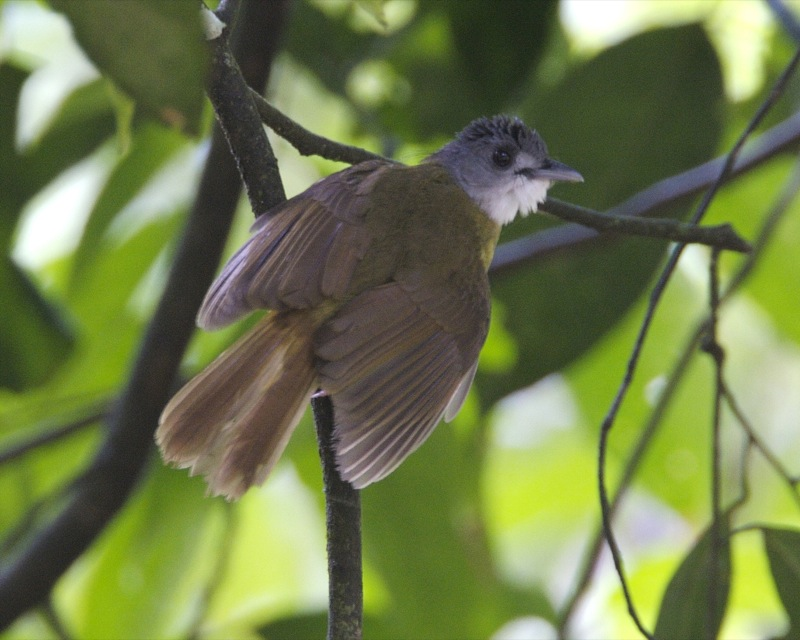
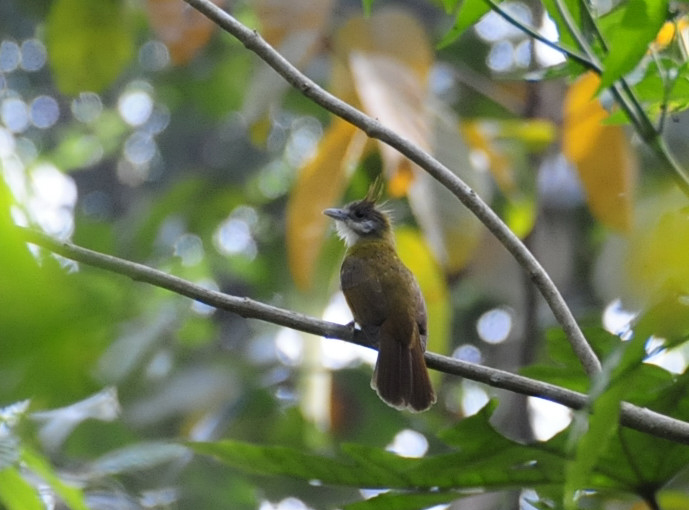